# Jean Deny
Jean Deny (n. 24 iulie 1879, Kiev, gubernia Kiev⁠(d), Imperiul Rus – d. 5 noiembrie 1963, Gérardmer⁠(d), Lorraine⁠(d), Franța) a fost un lingvist și gramatician francez, specializat în limbile orientale. 
Prin lucrările sale, în special traducerea documentelor otomane, Jean Deny a avut un rol important în dezvoltarea studiilor otomane, dar și a studiilor popoarelor înconjurătoare otomanilor, precum studiile române.